# Mongolia na Letnich Igrzyskach Olimpijskich 1964
Mongolię na Letnich Igrzyskach Olimpijskich 1964 reprezentowało 21 zawodników (17 mężczyzn, 4 kobiety). Reprezentanci Mongolii nie zdobyli żadnego medalu na tych igrzyskach.